# Kantonsschule

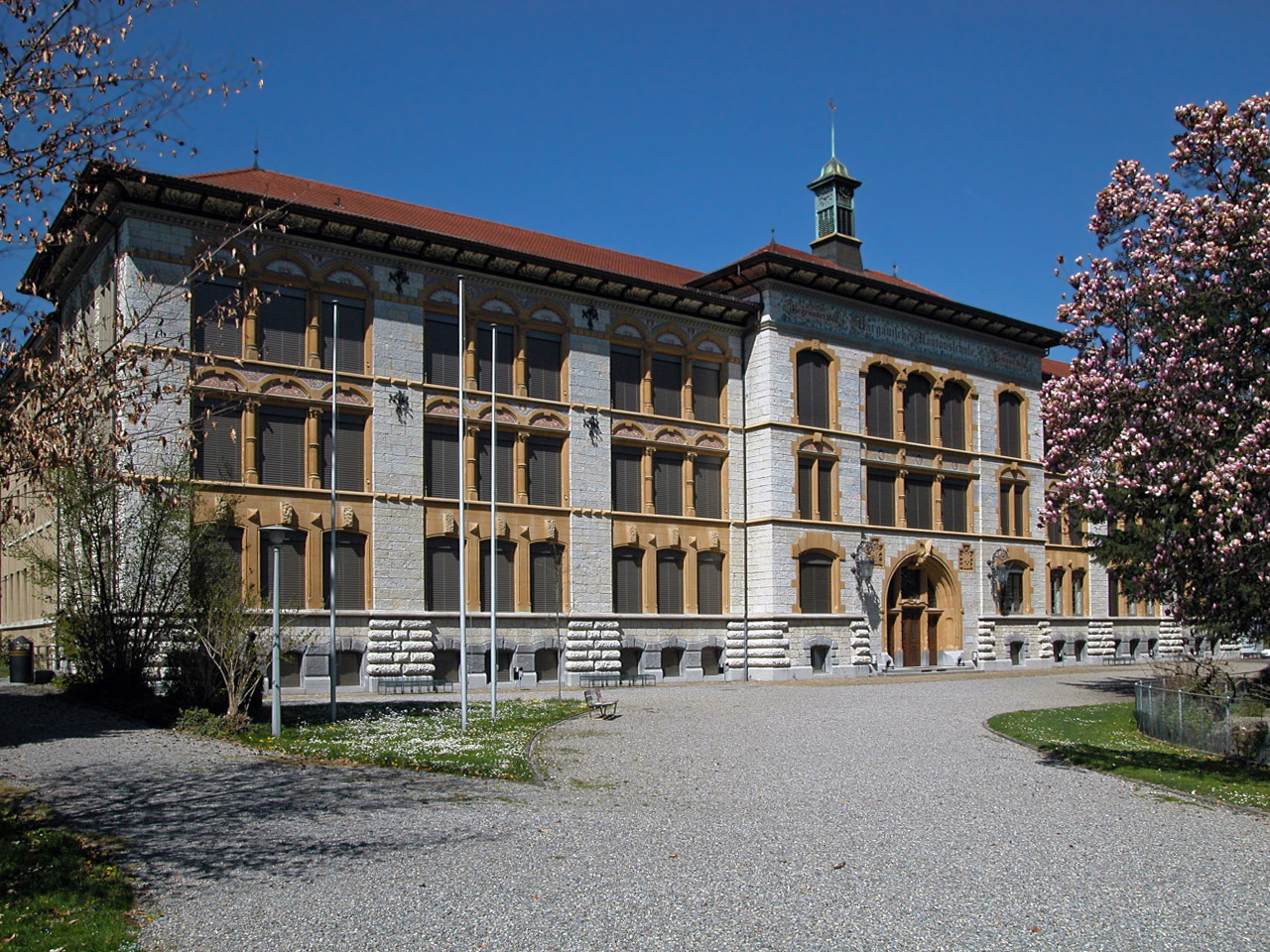
Alte Kantonsschule Aarau

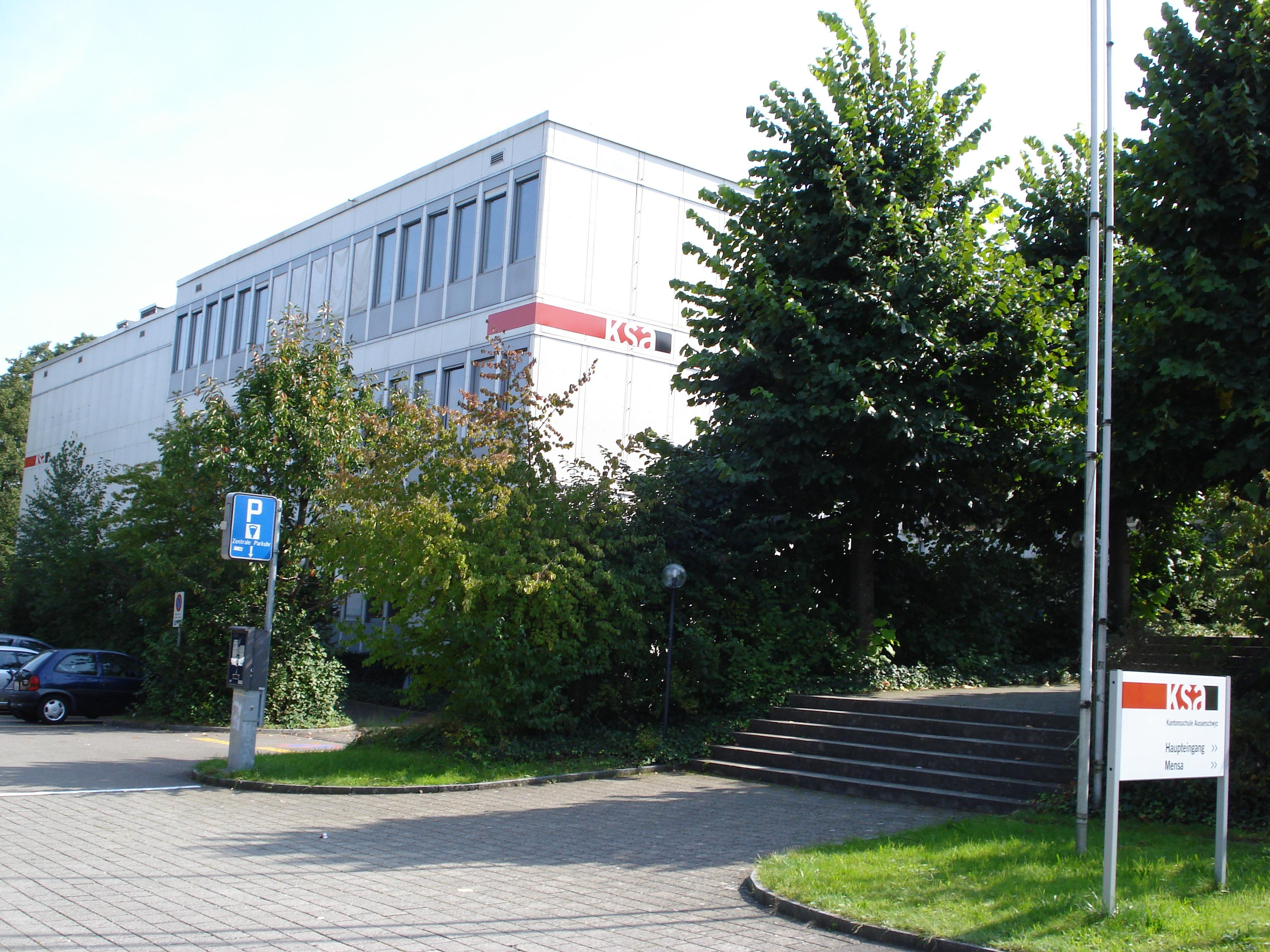
Kantonsschule Ausserschwyz

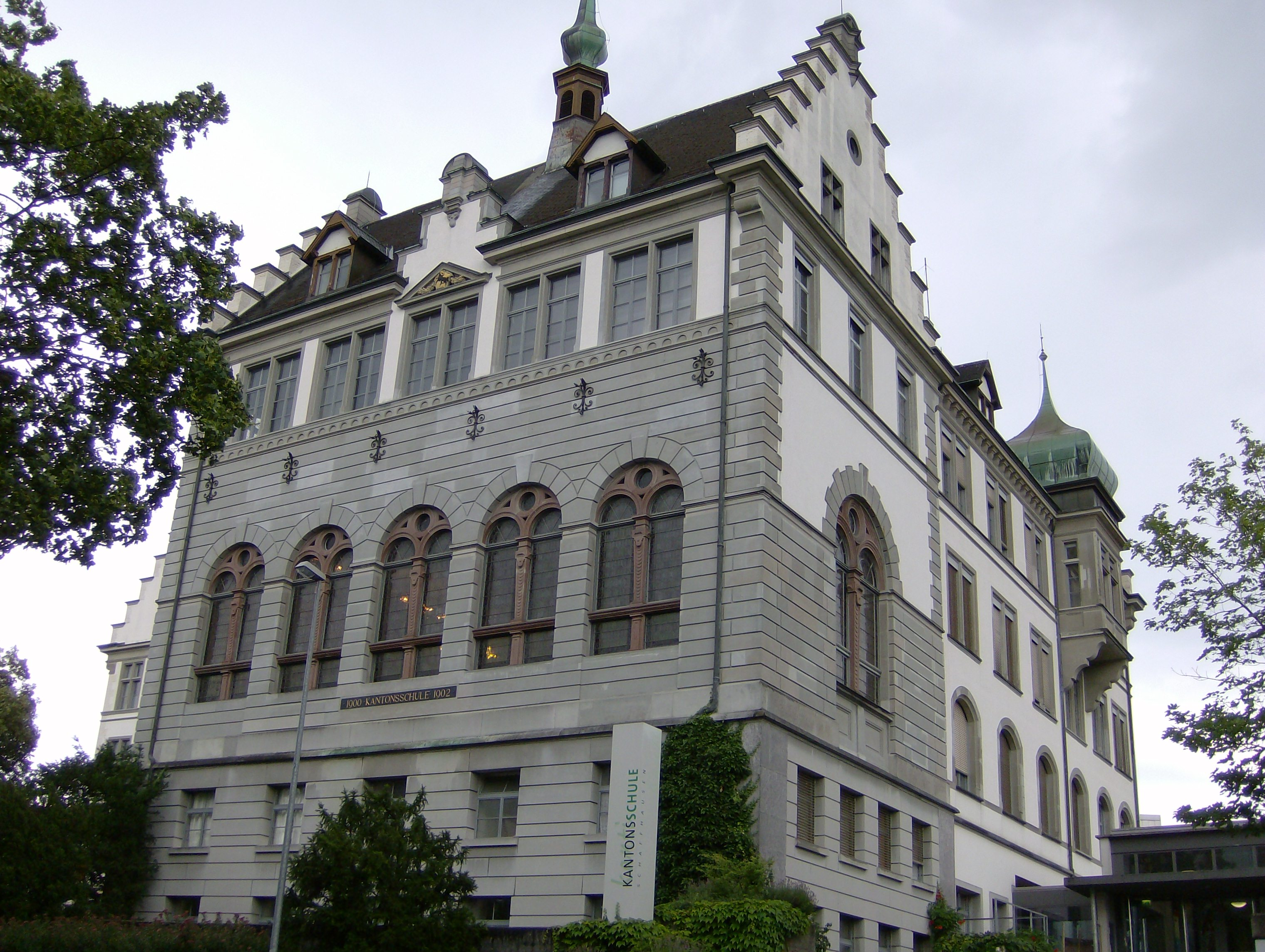
Kantonsschule Schaffhausen

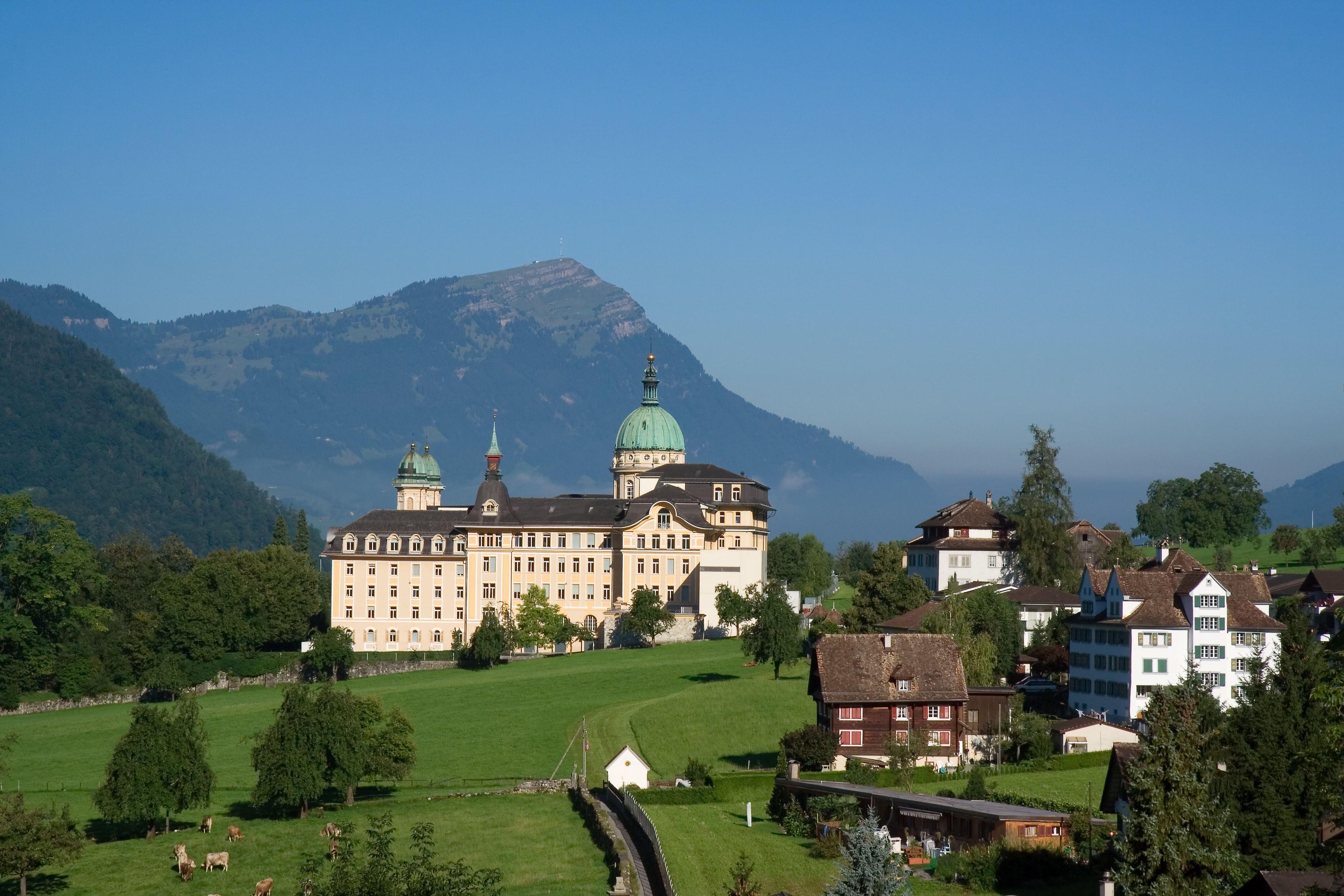
Kantonsschule Schwyz

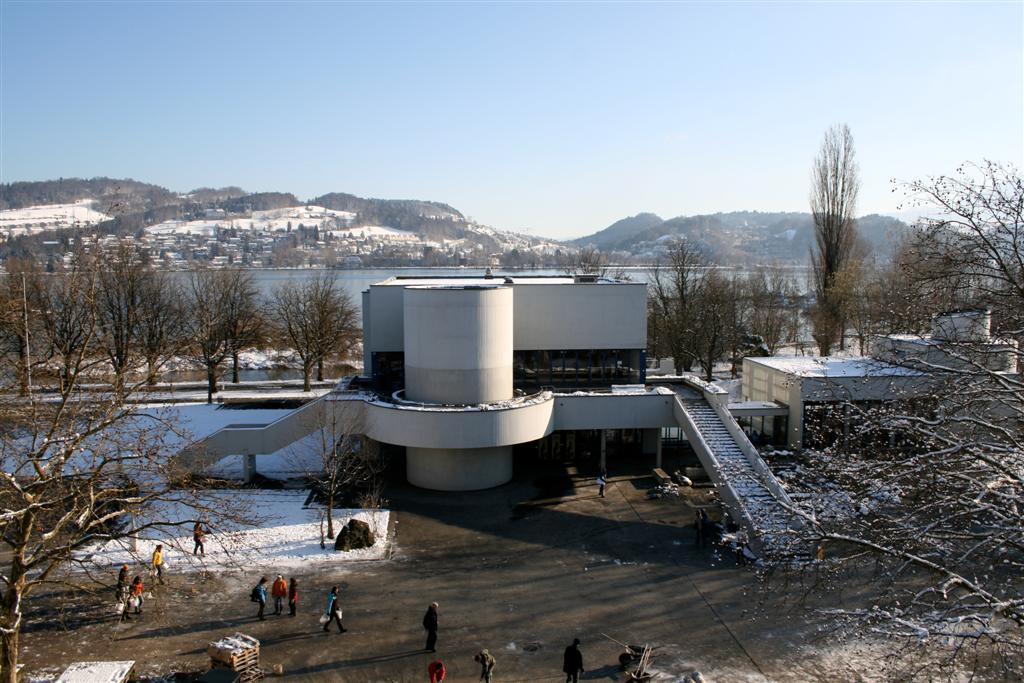
Aula der Kantonsschule Alpenquai Luzern

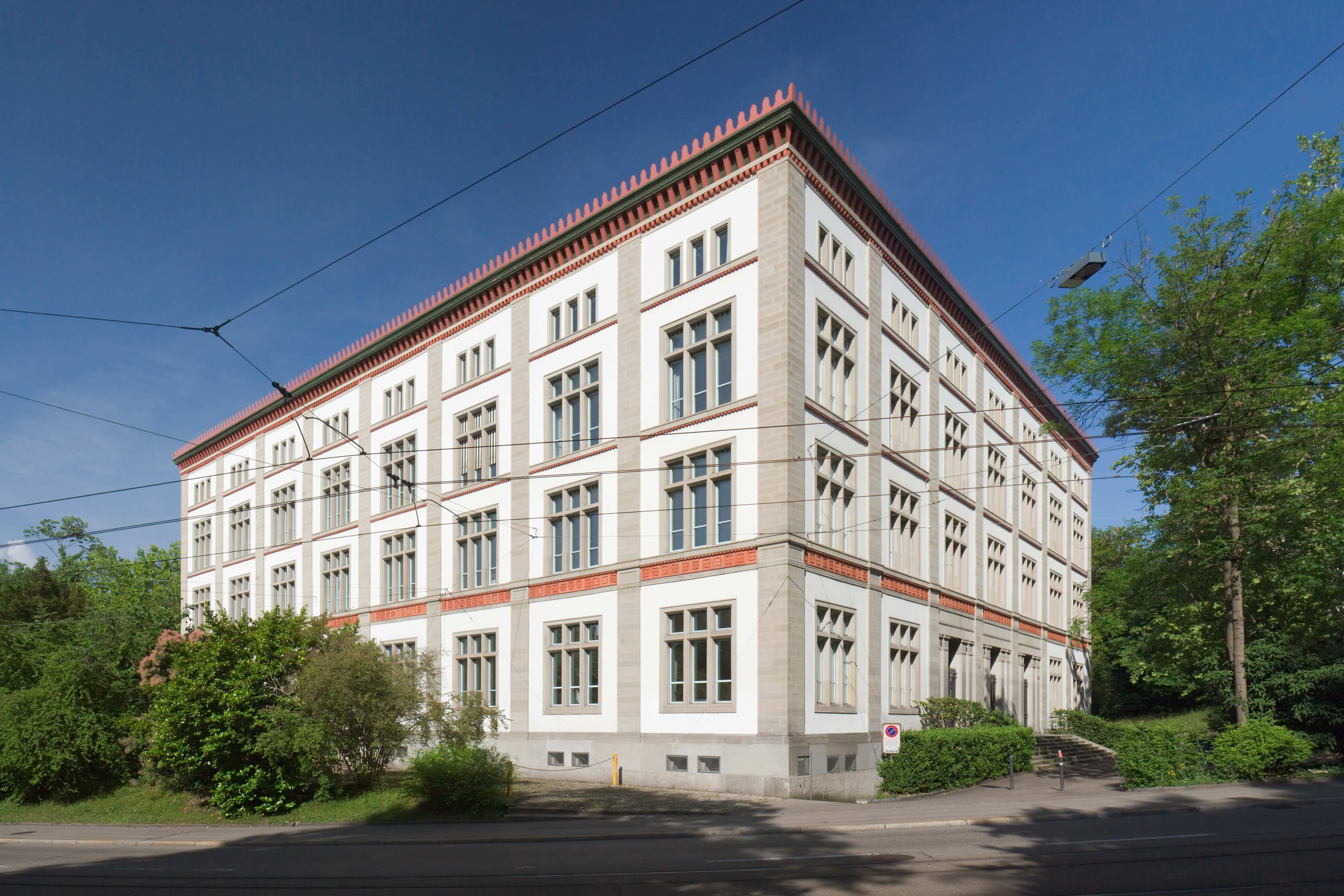
Erstes Zürcher Kantonsschulgebäude; heute Teil der Universität Zürich

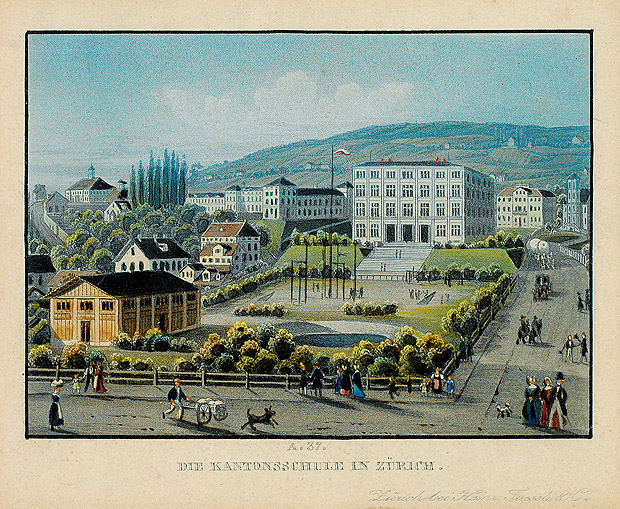
Die ehemalige Kantonsschule Zürich, Farbaquatinta aus dem 19. Jahrhundert

Kantonsschule ist in den Schweizer Kantonen Aargau, Appenzell Ausserrhoden, Glarus, Graubünden, Luzern, Obwalden, St. Gallen, Schaffhausen, Schwyz, Solothurn, Thurgau, Zug und Zürich die Bezeichnung für ein Gymnasium oder französisch Collège, das als weiterführende Schule vom Kanton getragen wird. Der Abschluss erfolgt durch eine Maturitätsprüfung und berechtigt zum Studium an Schweizer Universitäten und Fachhochschulen, teils mit Numerus clausus. Während der obligatorischen Schulzeit umfasst die Kantonsschule nur das Untergymnasium.

## Voraussetzungen
Das sogenannte Kurzzeitgymnasium schliesst an die zweite oder dritte Sekundarklasse an und dauert vier Jahre. Einige Kantone kennen auch ein sogenanntes Langzeitgymnasium, das direkt an die 6. Primarschulklasse anschliesst und dementsprechend sechs Jahre dauert. Beide Varianten führen zur Maturität. Kantonsspezifisch wird für die Aufnahme in die Kantonsschule teils eine Aufnahmeprüfung verlangt. Je nach gewähltem Schwerpunkt können die Bedingungen variieren.

## Gliederung
Das Gymnasium umfasst die vier beziehungsweise sechs Jahre vor der Matura. Schulabgänger mit Matura sind in der Regel zwischen 18 und 19 Jahren alt. Der Aufbau des Schweizer Schulsystems variiert stark zwischen Kantonen.

### Kantonale Unterschiede

#### Kanton Zürich
Im Kanton Zürich sind die ersten zwei von sechs Jahren, im Gegensatz zu den vier letzten, nicht in Richtungen unterteilt:
- eine Richtung berechtigt einen Übergang in die Schwerpunkte Gestalten, Musik, Griechisch, Latein, Spanisch, Italienisch oder andere Sprachen;
- eine andere Richtung führt in die Schwerpunkte Physik und Mathematik-Anwendungen, Biologie und Chemie, Wirtschaft, Musik oder Gestalten;
- wieder eine andere in die Schwerpunkte Gestalten, Musik, Spanisch, Italienisch oder Russisch.

#### Kanton St. Gallen
Im Kanton St. Gallen ist bei Anmeldung zur Aufnahmeprüfung das gewünschte Schwerpunktfach anzukreuzen. Dieses wird die ganzen vier Jahre unterrichtet. Es kann höchstens einmal in der ganzen Schulzeit gewechselt werden. Üblicherweise werden die Klassen nach Schwerpunktfächern getrennt zusammengestellt, aber meist gibt es auch gemischte Klassen (z. B. wenn es nur zehn Latein-Schüler und nur zehn Wirtschaft-Schüler sind).

#### Kanton Aargau
Im Kanton Aargau ist die Voraussetzung, dass in der Bezirkschule einen Durchschnitt von 4,7 erreicht wird. Aufgrund der schulischen Interessen, Leistungen und Vorstellungen über zukünftige Studienziele wählt man vor dem Eintritt in die letzten beiden Jahren das Schwerpunktfach. Die Schwerpunktfachwahl hat jedoch keinen Einfluss auf die Aufnahme in ein bestimmtes Studium. Die Schwerpunktfächer sind an allen sechs Aargauer Kantonsschulen gleich.

## Schwerpunkte
Seit 2004 existiert das neue Maturreglement MAR und es werden folgende Schwerpunktfächer am Gymnasium angeboten, jedoch nicht jedes Gymnasium bietet alle Schwerpunkte an und es bestehen kantonale Unterschiede. Schwerpunktfächer sind:
- P: Physik und Anwendungen der Mathematik,
- N: Biologie und Chemie,
- F: Französisch,
- G: Griechisch,
- I: Italienisch,
- L: Latein,
- M: Musik,
- R: Russisch,
- S: Spanisch,
- W: Wirtschaft und Recht,
- PPP: Pädagogik, Psychologie und Philosophie
- Z oder G: Bildnerisches Gestalten.

Abhängig vom Kanton erfolgt im letzten oder ab dem zweitletzten Jahr vor der Maturitätsprüfung Unterricht in einem Ergänzungsfach. Dieses Fach ist zum Beispiel Psychologie oder Philosophie, frei wählbar und es zählt für den Maturerfolg so viel wie Deutsch, Französisch, Englisch, Mathematik und das Schwerpunktfach.

## Maturität
Um zur Maturaprüfung zugelassen zu werden, ist in den meisten Kantonen das Verfassen einer Maturaarbeit notwendig. Sie umfasst in der Regel 20 Seiten und muss – wie auch die mündliche Präsentation der «Forschungsergebnisse» – mindestens als genügend benotet werden.
Die Maturaprüfung umfasst in der Regel den Schulstoff der vorherigen zwei Jahre. Geprüft wird bei jedem Schwerpunkt Deutsch, Englisch, Französisch und Mathematik sowie das Schwerpunktfach in schriftlichen Prüfungen unterschiedlicher Dauer. Dazu kommen kurze Mündlich-Prüfungen in Deutsch, Englisch, Französisch (jeweils Literatur), Mathematik und dem Schwerpunktfach.
Für den Prüfungserfolg zählt in jedem Fach sowohl der Mittelwert der Noten der letzten zwei Semester als auch der Durchschnitt der schriftlichen und mündlichen Prüfung. Aus diesen beiden Mittelwerten (sogenannte Erfahrungs- und Prüfungsnote) wird die Maturitätsnote gebildet. In anderen Fächern wie Geschichte oder Geografie zählen nur die Erfahrungsnoten. Jeder Kandidat erhält dreizehn Maturnoten, von jenen höchstens vier ungenügend sein dürfen, die doppelt kompensiert werden müssen (3.5 wird mit einmal 5 oder zweimal 4.5 ausgeglichen).

## Weitere Lehrgänge
An einigen Kantonsschulen werden auch Lehrgänge angeboten, die nicht zur Matura führen, wie die Fachmittelschule (FMS), bis 2005 Diplommittelschule genannt. Neben der Fachmittelschule gibt es auch die Wirtschaftsmittelschule (WMS) bzw. Handelsmittelschule (HMS) sowie die Informatikmittelschule (IMS). Daher lassen sich die Kantonsschulen meist nicht als reine Gymnasien bezeichnen.

## Frauenanteil
In der Schweiz ist seit 1993/1994 der Frauenanteil an den Gymnasien grösser als der Männeranteil und belief sich im Jahr 2003/2004 auf 56 Prozent. 2004 wurden rund 16'000 Maturitätszeugnisse ausgestellt. 2018 erreichte die gymnasiale Maturitätsquote der Frauen 26 %, die der Männer 18 %.